# Unione Sportiva Livorno 1956-1957
Questa voce raccoglie le informazioni riguardanti l'Unione Sportiva Livorno nelle competizioni ufficiali della stagione 1956-1957.

## Stagione
La Serie C va stretta ad un ambiente come Livorno, ma spesso nel calcio la fretta di ottenere dei risultati a tutti i costi, rischia di produrre effetti contrari. Così accade nella stagione 1956-1957, il presidente Ferruccio Bellandi rivuole subito la Serie B ed affida la panchina ad un tecnico esperto ed ex giocatore livornese Vinicio Viani, ritorna a giocare a Livorno Aredio Gimona, vengono ingaggiati anche Antonio Renna e due mesi più tardi Lido Mazzoni. In campionato la squadra parte piano, la prima vittoria arriva all'ottava giornata. Gli amaranto navigano in zone torbide per tutta la stagione, chiudendo il girone di andata con soli 13 punti. Prato, Lecco e Salernitana in lotta per la promozione sono lontani. Nel girone discendente si va un po' meglio pur rischiando di retrocedere in IV Serie. Viani si dimette sostituito da Ugo Conti che riesce nelle ultime partite a raccogliere i punti (a Sanremo ed in casa contro il Pavia) necessari per ottenere la salvezza.

## Rosa
| N. |                   | Ruolo | Calciatore        |
| -- | ----------------- | ----- | ----------------- |
|    | Italia (bandiera) | C     | Ennio Aliverti    |
|    | Italia (bandiera) | A     | Costanzo Balleri  |
|    | Italia (bandiera) | D     | Giampiero Bartoli |
|    | Italia (bandiera) | C     | Mido Bimbi        |
|    | Italia (bandiera) | D     | Varo Bravetti     |
|    | Italia (bandiera) | A     | William Bronzoni  |
|    | Italia (bandiera) | C     | Enrico Capecchi   |
|    | Italia (bandiera) | C     | Fermino Cassin    |
|    | Italia (bandiera) | A     | Luciano Filippi   |
|    | Italia (bandiera) | P     | Giuseppe Gaspari  |
|    | Italia (bandiera) | C     | Aredio Gimona     |

| N. |                   | Ruolo | Calciatore           |
| -- | ----------------- | ----- | -------------------- |
|    | Italia (bandiera) | C     | Innocenzo Isolani    |
|    | Italia (bandiera) | D     | Mauro Lessi          |
|    | Italia (bandiera) | A     | Farnese Masoni       |
|    | Italia (bandiera) | C     | Carlo Mazzoni        |
|    | Italia (bandiera) | A     | Lido Mazzoni         |
|    | Italia (bandiera) | D     | Ivano Nascimbeni     |
|    | Italia (bandiera) | C     | Giovanni Pasolini    |
|    | Italia (bandiera) | D     | Armando Picchi (III) |
|    | Italia (bandiera) | A     | Aldo Puccinelli      |
|    | Italia (bandiera) | A     | Antonio Renna        |
|    | Italia (bandiera) | C     | Alberto Tellini      |

## Risultati

### Girone di andata
| Carbonia 16 settembre 1956 1ª giornata | Carbosarda   | 0 – 0 | Livorno | Stadio Comunale\| Arbitro: \| Adami (Roma) \| |
| Arbitro:                               | Adami (Roma) |       |         |                                               |

| Arbitro: | Baldassare (Udine) |

|              |           |                |
| Bronzoni 88’ | Marcatori | 32’ Mancini V. |

| Arbitro: | De Marchi (Pordenone) |

|                                       |           |              |
| Colla 2’, 35’ Nattino 34’ Loranzi 87’ | Marcatori | 28’ Bronzoni |

| Livorno 7 ottobre 1956 4ª giornata | Livorno         | 0 – 0 | Vigevano | Stadio Comunale\| Arbitro: \| Gestro (Genova) \| |
| Arbitro:                           | Gestro (Genova) |       |          |                                                  |

| Arbitro: | Maghernino (San Severo) |

|                            |           |             |
| Foglia 52’ Massagrande 64’ | Marcatori | 81’ Isolani |

| Arbitro: | Morini (Reggio Emilia) |

|           |           |           |
| Carta 22’ | Marcatori | 6’ Cassin |

| Arbitro: | De Marchi (Pordenone) |

|                       |           |                        |
| Puccinelli 53’ (rig.) | Marcatori | 2’ Dalfini 14’ De Vito |

| Arbitro: | De Magistris (Torino) |

|            |           |  |
| Masoni 58’ | Marcatori |  |

| Arbitro: | Clemente (Roma) |

|                                    |           |            |
| Della Frera 56’ (rig.) Bicicli 72’ | Marcatori | 65’ Masoni |

| Arbitro: | Bartolomei (Roma) |

|            |           |  |
| Masoni 73’ | Marcatori |  |

| Livorno 16 dicembre 1956 11ª giornata | Livorno          | 0 – 0 | Siena | Stadio Comunale\| Arbitro: \| Rebuffo (Milano) \| |
| Arbitro:                              | Rebuffo (Milano) |       |       |                                                   |

| Arbitro: | Guidi (Brescia) |

|                     |           |            |
| Dozzo 12’ Persi 31’ | Marcatori | 85’ Masoni |

| Arbitro: | Butti (Como) |

|                           |           |            |
| Veglianetti 37’ Ardit 65’ | Marcatori | 81’ Picchi |

| Arbitro: | De Magistris (Torino) |

|                                        |           |  |
| Puccinelli 11’ (rig.) 15’ Bronzoni 76’ | Marcatori |  |

| Arbitro: | Basciu (Genova) |

|                         |           |               |
| Quoiani 12’ Malogni 38’ | Marcatori | 6’ Puccinelli |

| Arbitro: | Guidi (Brescia) |

|                                          |           |  |
| Puccinelli 51’ Picchi 53’ Mazzoni II 85’ | Marcatori |  |

| Arbitro: | Leita (Udine) |

|                        |           |            |
| Spaghi 64’ Pollini 87’ | Marcatori | 20’ Masoni |

#### Girone di ritorno
| Arbitro: | Smorto (Reggio Calabria) |

|            |           |             |
| Picchi 24’ | Marcatori | 57’ Busetto |

| Arbitro: | Basciu (Genova) |

|                 |           |            |
| Raffin 41’, 62’ | Marcatori | 65’ Masoni |

| Arbitro: | Canepa (Genova) |

|  |           |                  |
|  | Marcatori | 58’, 83’ Loranzi |

| Arbitro: | Morini (Reggio Emilia) |

|  |           |            |
|  | Marcatori | 10’ Masoni |

| Arbitro: | Ubezio (Novara) |

|                            |           |  |
| Bronzoni 6’ Mazzoni II 43’ | Marcatori |  |

| Arbitro: | Bartolomei (Roma) |

|                         |           |  |
| Bronzoni 32’ Masoni 88’ | Marcatori |  |

| Arbitro: | Morini (Reggio Emilia) |

|                  |           |  |
| De Vito 16’, 70’ | Marcatori |  |

| Catanzaro 24 marzo 1957 25ª giornata | Catanzaro         | 0 – 0 | Livorno | Stadio Militare\| Arbitro: \| Bartolomei (Roma) \| |
| Arbitro:                             | Bartolomei (Roma) |       |         |                                                    |

| Arbitro: | Ubezio (Novara) |

|                                  |           |             |
| Puccinelli 39’ (rig.) Masoni 70’ | Marcatori | 78’ Bicicli |

| Arbitro: | Guidi (Brescia) |

|              |           |  |
| Catalani 71’ | Marcatori |  |

| Arbitro: | De Marchi (Pordenone) |

|                            |           |  |
| Pollastri 76’ Rossi II 79’ | Marcatori |  |

| Arbitro: | Genel (Trieste) |

|                      |           |                          |
| Masoni 59’ Renna 64’ | Marcatori | 37’ Taffarello 71’ Persi |

| Arbitro: | Cerruti (Legnano) |

|                                         |           |                 |
| Mazzoni II 10’ Renna 52’ Puccinelli 77’ | Marcatori | 26’ Veglianetti |

| Arbitro: | Bartolomei (Roma) |

|  |           |           |
|  | Marcatori | 85’ Renna |

| Arbitro: | Adami (Roma) |

|  |           |              |
|  | Marcatori | 17’ Zambelli |

| Arbitro: | Guidi (Brescia) |

|         |           |              |
| Rao 55’ | Marcatori | 92’ Bronzoni |

| Arbitro: | Zaza (Molfetta) |

|                             |           |  |
| Bronzoni 19’ Puccinelli 61’ | Marcatori |  |